# Victoria Arduino
Victoria Arduino est une entreprise italienne spécialisée dans la fabrication de machines à expresso haut de gamme.
Sa production conjugue habillement la carrosserie des premiers modèles et les nouvelles technologies.

## Historique
Son histoire débute, en 1905, lorsque Pier Teresio Arduino dans son atelier turinois améliore le système à vapeur d'Angelo Moriondo et invente une machine capable de produire plusieurs centaines d'expresso par heure : invention dédiée à son épouse Victoria d'où le nom de la société.
Ses premières machines se présentent sous l'aspect d'une haute chaudière en métal, de 50 litres, de forme cylindrique chapeautée d'une coupole (surmontée d'un aigle aux ailes déployées), et luxueusement décorée pour certaines de frises Art déco, feuilles d'acanthe et émaux : le modèle est appelé « Vénus ». Et dès les années 1910-1920, ce même modèle, symbole d'élégance et de modernité,  trône fièrement sur le comptoir de nombreux cafés historiques, entre autres, vénitiens.
En 1922, le peintre Leonetto Cappiello, la représente sur une affiche publicitaire symbolisant le mode de vie de l'époque caractérisé par la vélocité. Une boutique distribuant des machines Victoria Arduino est ouverte à Paris en 1931.
Au fil des ans, la Victoria Arduino s'impose comme une référence de la modernité et du bon goût dans les établissements les plus renommés d'Europe. En 1957, la marque figure parmi les sponsors du Tour d'Italie. Dans les années 1960, sur le marché italien et international, il est lancé une nouvelle ligne de machines innovantes : Record, Olimpia, Superga, Aquila, et la fameuse Vénus Bar. Dans les années 2000, le siège de l'entreprise est transféré du Piémont dans les Marches.
En 2005, lors des célébrations du centenaire de la marque, il est produit une édition limitée à 100 exemplaires numérotés – nommée Venus Century - et dont l’exemplaire « 000 » a été offert au pape Benoît XVI. En 2007, il est créé Adonis, un modèle qui unit un design actuel et le style rétro tout en proposant une technologie d'avant-garde.

## Images

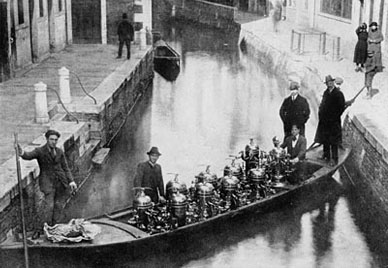
Transport et livraison des machines au début du XXe siècle à Venise.
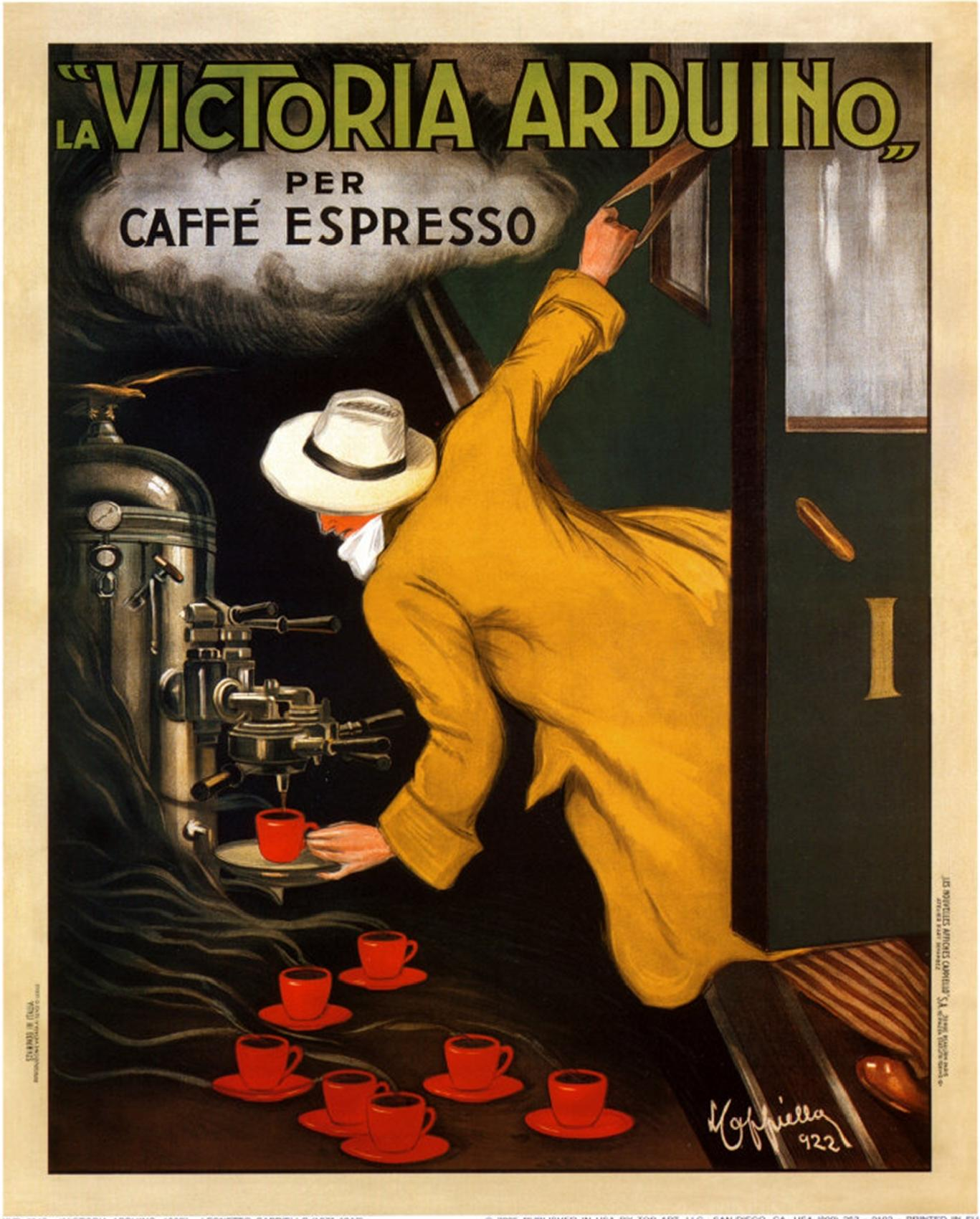
L'affiche réalisée en 1922 par Leonetto Cappiello.
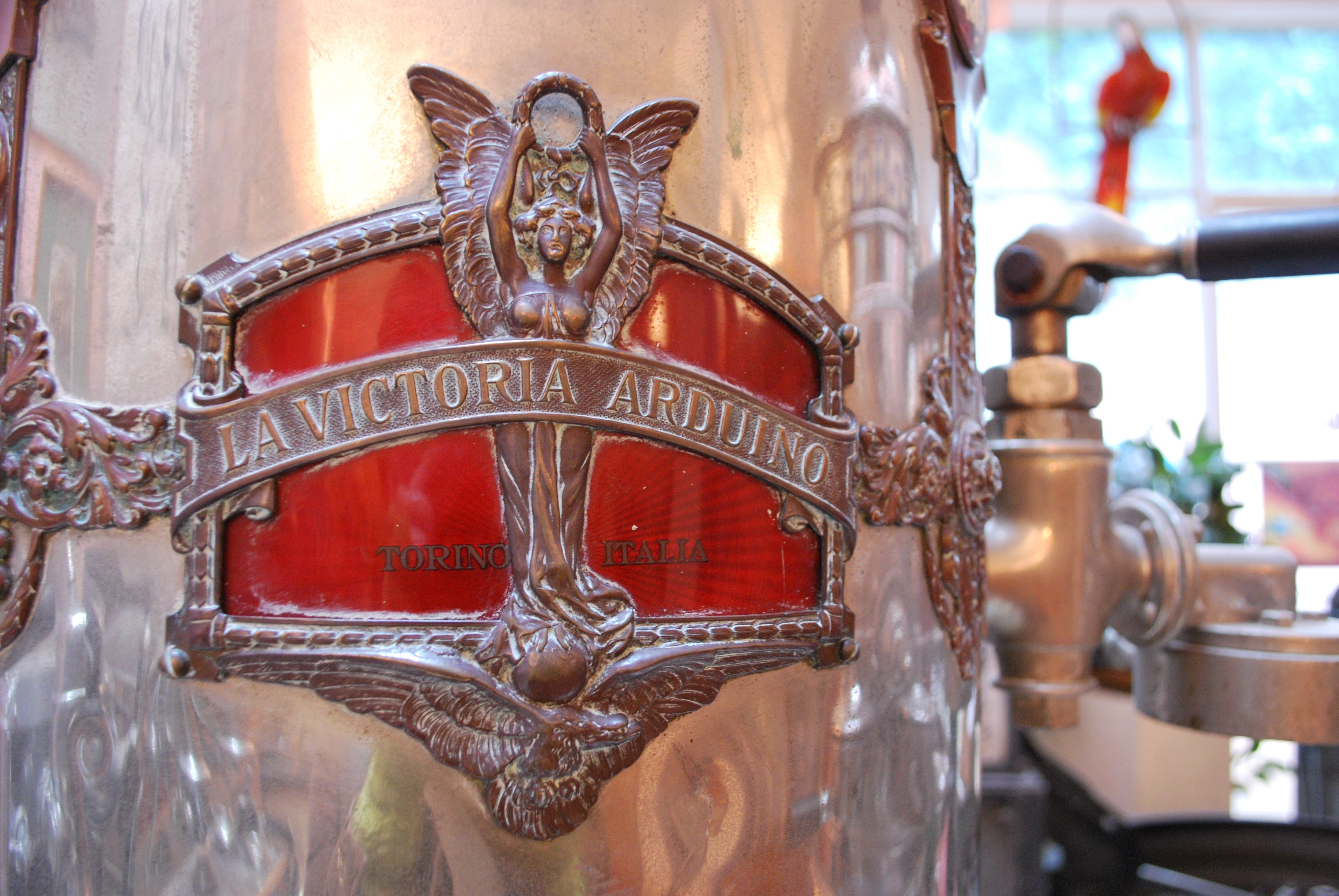
Cartouche avec le nom de la marque orné d'un bas-relief représentant une Victoire tenant une couronne triomphale.
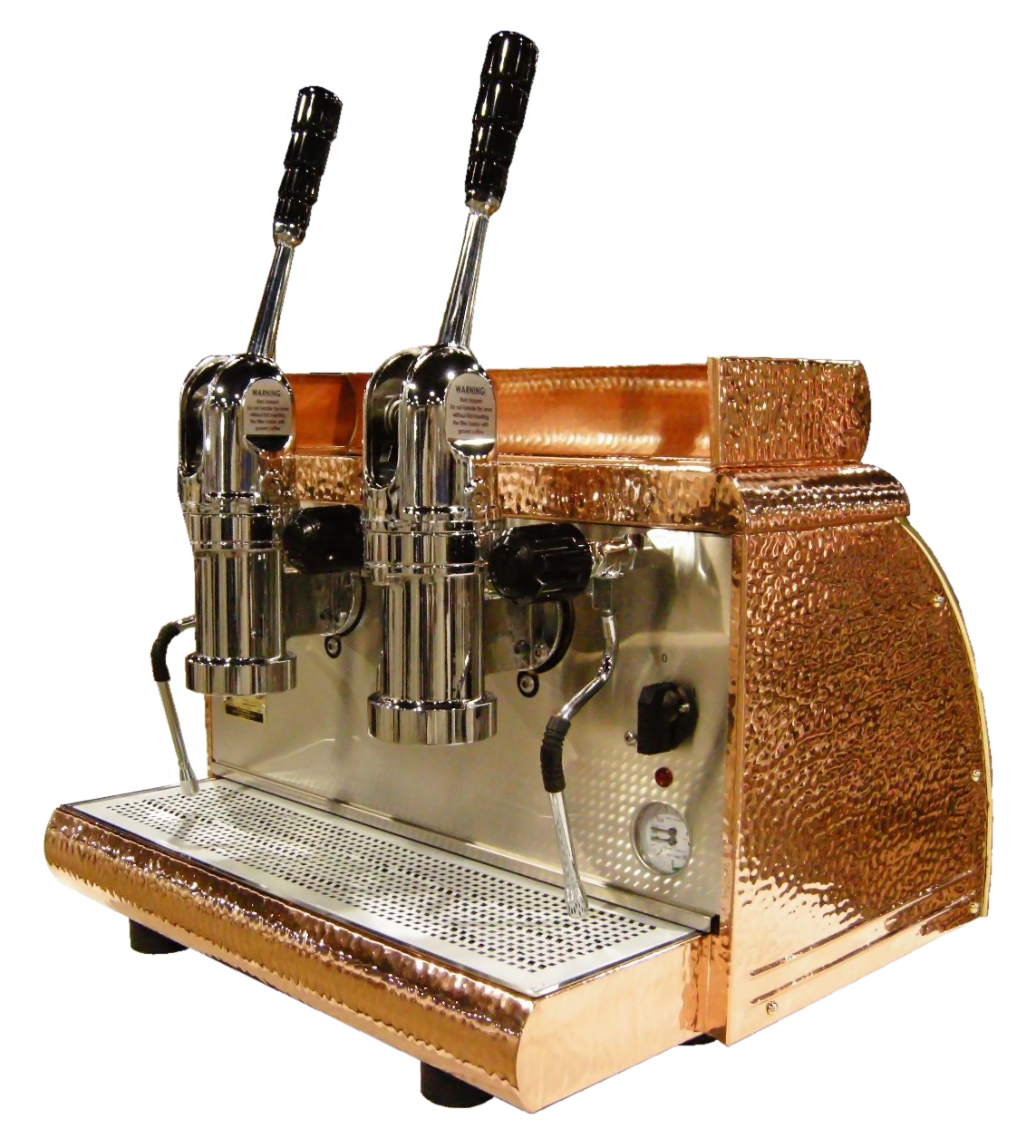
La Victoria Arduino, modèle Athena Leva - 2 groupes à levier (sur cette photo sans les becs verseurs).